# Pandemia de gripe A (H1N1) de 2009-2010 en Bolivia
La pandemia de gripe A (H1N1), que se inició en 2009, ingresó a Bolivia el 28 de mayo del mismo año. Éste fue el 19º país en reportar casos de gripe A en el continente americano. Las primeras personas infectadas por esta pandemia fueron un niño y su madre de la ciudad de Santa Cruz de la Sierra procedente de la ciudad de Nueva York, Estados Unidos]].

## Preparaciones
En Bolivia, el gobierno determinó, a través de un decreto, declarar emergencia sanitaria nacional y reforzar el control en aeropuertos, terminales y puntos fronterizos sobre los visitantes que ingresen al país, a fin de evitar riesgos de contagio de la gripe A (H1N1) (según el Ministerio de Salud).[cita requerida]
Se implementaron diferentes medidas de prevención a fin de evitar el ingreso de la gripe A (H1N1), entre las cuales podemos mencionar: el uso obligatorio de barbijos Nº 95 por parte del personal de aeropuertos; la distribución de afiches informativos de la gripe A (H1N1); y las medidas que deben tomarse para evitar el contagio. También se ha restringido el comercio porcino y la importación de productos cárnicos.

## Casos confirmados
El día 28 de mayo de 2009, se confirmaron 2 casos en Santa Cruz de la Sierra. Después se reportó un caso sospechoso en la ciudad de La Paz, el cual fue confirmado el 31 de mayo. El 4 de junio, se dieron de alta a las dos personas que fueron confirmadas en Santa Cruz de la Sierra, quienes regresaron a su lugar de residencia (EE. UU.).
Fueron detectados 2 nuevos contagios en Montero (ciudad del departamento de Santa Cruz) y la OMS estima que Bolivia será más vulnerable que otros países de la región, por causa de sus altos índices de pobreza y desnutrición.
El día 13 de junio de 2009, se confirman 2 nuevos casos; los mismos son considerados "domésticos" debido a que corresponden a estudiantes que estuvieron en contacto con otro recién llegado de Estados Unidos, antes de que este último sea declarado el quinto caso confirmado de la influenza. De esta manera suman a 7 el total de casos confirmados en Bolivia.
Luego se confirmaron otros 7 casos en la ciudad de Santa Cruz de la Sierra, subiendo entonces para 14 los casos confirmados a nivel nacional.
Hasta el día 25 de junio de 2009, en Bolivia se registraron 59 casos de influenza A (H1N1).
El día 26 de junio de 2009, en Santa Cruz se tuvo a un paciente en coma por esta enfermedad. Pero al 30 de junio se registraron a nivel nacional 175 casos (116 en Santa Cruz, 26 en La Paz, 24 en Cochabamba, 6 en Oruro, 2 en Tarija, y 1 en Potosí).
Hasta el 4 de agosto de 2009, Bolivia reportó 953 casos de gripe A (H1N1), aunque se estima que ya son más de 1000. Actualmente el Ministerio de Salud boliviano ya no da a conocer cifras exactas sino estimadas, pues está siguiendo los consejos dados por la OMS.
El día 15 de septiembre de 2009, se informa del primer caso de gripe A (H1N1) en el departamento norteño de Pando, quedando todos los nueve departamentos de Bolivia infectados por el virus de la nueva gripe.
Hasta el 10 de marzo de 2010 (fecha de la última actualización), se daban a conocer 2.310 casos, según datos extraoficiales.

## Muertes
El día 10 de julio de 2009, se dieron a conocer las dos primeras muertes en este país: una niña de 6 años y un hombre de 59, ambos muertos en Santa Cruz de la Sierra.
El día 13 de julio de 2009, se dieron a conocer dos supuestas muertes causadas por el virus de la gripe A (H1N1) en La Paz, pero luego fueron descartadas.
El día 16 de julio de 2009, se confirma la tercera muerte en el país: un joven de 26 años residente de La Paz
El día 20 de julio de 2009, se confirman la cuarta y quinta muerte: la primera de ellas en El Alto (una ciudad del departamento de La Paz), y la otra en Santa Cruz de la Sierra.
El día 23 de julio de 2009, Bolivia confirmó su sexta muerte a nivel nacional, y la primera del departamento de Tarija.
El día 30 de julio de 2009, se registraron 3 nuevas muertes: una en la ciudad de La Paz y 2 en la ciudad de Potosí.
El 3 de agosto de 2009, se da a conocer la primera muerte en Cochabamba, sumando a nivel nacional 10 muertos por esta pandemia.
El 4 de agosto sube a 11 la cifra de muertos en Bolivia. Pero al día siguiente (5 de agosto) se registran 12 muertes, la primera en Oruro.
El 12 de agosto de 2009, se da a conocer la decimotercera muerte en este país, habiendo entonces 4 muertes en los departamentos de Santa Cruz y La Paz, 2 en Potosí, y 1 en Tarija, Oruro y Cochabamba.
El 16 de agosto de 2009, la cifra de muertos sube a 16, siendo 7 de ellas en La Paz, 5 en Santa Cruz, 2 en Potosí, y 1 en Tarija, Oruro y Cochabamba.
Hasta el 20 de agosto de 2009, Bolivia informó que son 19 los muertos en seis de los nueve departamentos. Mas al 21 de agosto, Bolivia confirmó 20 muertes.
Al finalizar el mes de agosto de 2009, Bolivia registró 22 muertes: 10 en La Paz, 5 en  Santa Cruz, 2 en Cochabamba, 2 en Potosí y 2 en Tarija, y 1 en Oruro.
Hasta el 10 de marzo de 2010 (fecha de la última actualización), se registraron 59 muertes a nivel nacional causadas por la pandemia.

### Otros
- Gripe A (H1N1), en la Organización Mundial de la Salud
- Fases pandémicas de la OMS
- Influenza Research Database Database of influenza sequences and related information.
- Centers for Disease Control and Prevention (CDC): Swine Influenza (Flu) (inglés)
- Medical Encyclopedia Medline Plus: Swine Flu (inglés)
- Medical Encyclopedia WebMD: Swine Flu Center (inglés)
- Organización Mundial de la Salud (OMS): Gripe porcina (español)
- Centros para el Control y la Prevención de Enfermedades: Influenza A (H1N1) (gripe A H1N1) (español)
- Enciclopedia Médica Medline Plus: Gripe porcina (español)

- Datos: Q6059528